# Liste der Nummer-eins-Hits in den Rhythmic Airplay Charts (2001)
| Singles |
| --- |
| - OutKast – Ms. Jackson - 5 Wochen (23. Dezember 2000 – 26. Januar 2001) - Shaggy feat. Rayvon – Angel - 3 Wochen (27. Januar – 16. Februar) - Ja Rule feat. Lil’ Mo & Vita – Put It on Me - 4 Wochen (17. Februar – 16. März) - Nelly feat. City Spud – Ride wit Me - 6 Wochen (17. März – 27. April) - Destiny’s Child – Survivor - 2 Wochen (28. April – 11. Mai) - Christina Aguilera feat. Pink, Mýa & Lil’ Kim – Lady Marmalade - 5 Wochen (12. Mai – 15. Juni) - Eve feat. Gwen Stefani – Let Me Blow Ya Mind - 1 Woche (16. Juni – 21. Juni) - 112 – Peaches & Cream - 6 Wochen (22. Juni – 3. August) - Jennifer Lopez – I’m Real - 4 Wochen (4. August – 31. August) - Jennifer Lopez feat. Ja Rule – I’m Real (Murder Inc. Remix) - 5 Wochen (1. September – 12. Oktober) - Mary J. Blige – Family Affair - 4 Wochen (13. Oktober – 9. November) - Usher – U Got It Bad - 9 Wochen (10. November 2001 – 11. Januar 2002) |